# Campyloptère violet
Campylopterus hemileucurus
Espèce
Répartition géographique
Statut de conservation UICN

 LC  : Préoccupation mineure
Statut CITES
Le Campyloptère violet ou Campyloptère de Delattre (Campylopterus hemileucurus) est une espèce d’oiseaux de la famille des Trochilidae.

## Répartition
Son aire de répartition s'étend du sud du Mexique au sud du Costa Rica et à l'ouest du Panama.

## Description
Cette espèce trapue mesure 13 à 15 cm pour une masse moyenne de 11,8 g pour le mâle et 9,5 g pour la femelle. Le mâle est violet foncé, couleur présente uniquement au niveau de la gorge chez la femelle. Les deux sexes présentent un bec arqué et des extrémités blanches aux rectrices externes.

## Alimentation
Cet oiseau consomme le nectar de fleurs en particulier du genre Heliconia.

## Habitat
Cette espèce habite les forêts tropicales et subtropicales humides de montagne surtout de 1 000 à 2 400 m d'altitude. De novembre à avril, des individus peuvent descendre plus bas, occasionnellement jusqu'au niveau de la mer.

## Sous-espèces
D'après la classification de référence (version 10.1, 2020) du Congrès ornithologique international, cette espèce est constituée des deux sous-espèces suivantes (ordre phylogénique) :
- Campylopterus hemileucurus hemileucurus (Deppe, 1830) ;
- Campylopterus hemileucurus mellitus Bangs, 1902.

### Sources
- del Hoyo J., Elliott A. & Sargatal J. (1999) Handbook of the Birds of the World, Volume 5, Barn-owls to Hummingbirds. BirdLife International, Lynx Edicions, Barcelona, 759 p.